# Wreckless Eric
Wreckless Eric, geboren als Eric Goulden, (Newhaven, 18 mei 1954) is een Britse rockzanger.

## Carrière
Hij begon zijn carrière tijdens de late jaren 1970 als een van de artiesten van Stiff Records. Dit label was met artiesten als Ian Dury, Madness, Elvis Costello en Nick Lowe een van de pioniers bij de vernieuwing van de Britse popmuziek. Zijn debuutsingle Whole Wide World / Semaphore Signals (1977) werd geproduceerd door Nick Lowe, die bovendien de basgitaar bespeelde en Ian Dury de drums. Wreckless Eric had echter nooit een noemenswaardige hit, maar deed met zijn chaotische concerten, die hij vaak in beschonken toestand uitvoerde, van zich spreken. Nadat in 1980 zijn vierde soloalbum Big Smash ook geen commercieel succes werd, trok hij zich tijdelijk terug uit de muziekbusiness.
In 1984 richtte hij met voormalige bandlid Ian Dury de band Captains of Industry op, die met hun enige studioalbum ook niet succesvol waren. In 1986 richtte hij met voormalige muzikanten van The Milkshakes het Len Bright Combo op, dat hij na twee niet succesvolle albums echter ook ontbond. Hij had echter een levensgroot alcoholprobleem. Hij trok zich terug naar Frankrijk, maar na enkele jaren herpakte hij zich en richtte hij de band Le Beat Group Electrique op, wiens drie albums weliswaar aanzienlijk meer popgeoriënteerd waren dan zijn vorige projecten, echter evenzo matig succesvol.
In 1998 keerde hij terug naar het Verenigd Koninkrijk. In 2004 publiceerde hij zijn autobiografie A Dysfunctional Success – The Wreckless Eric Manual.
Met amERICa kwam in 2015 na meer dan tien jaar weer een soloalbum op de markt, waarmee hij aansluitend toerde door Europa.

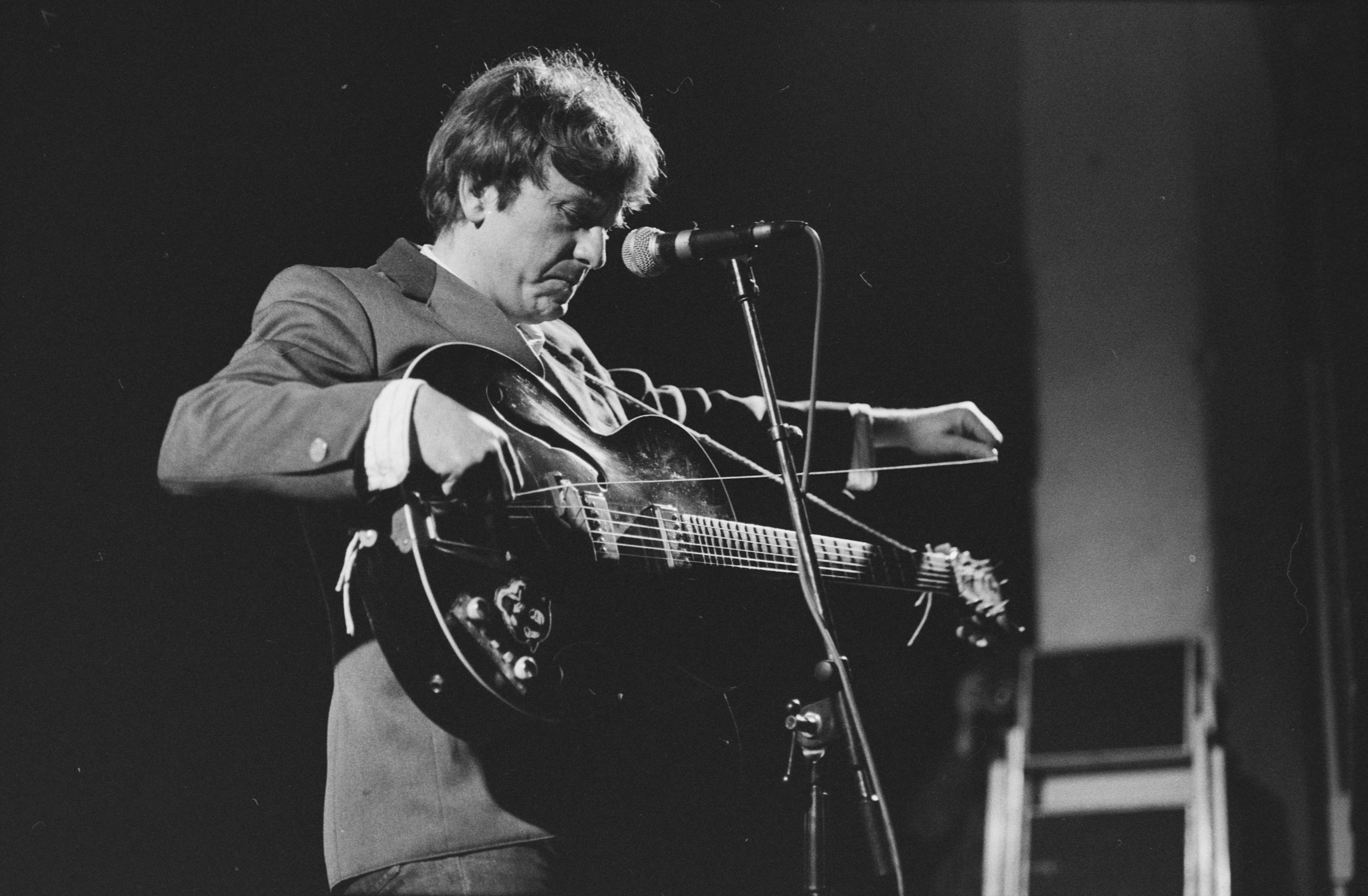
Eric vervangt een snaar (1989)
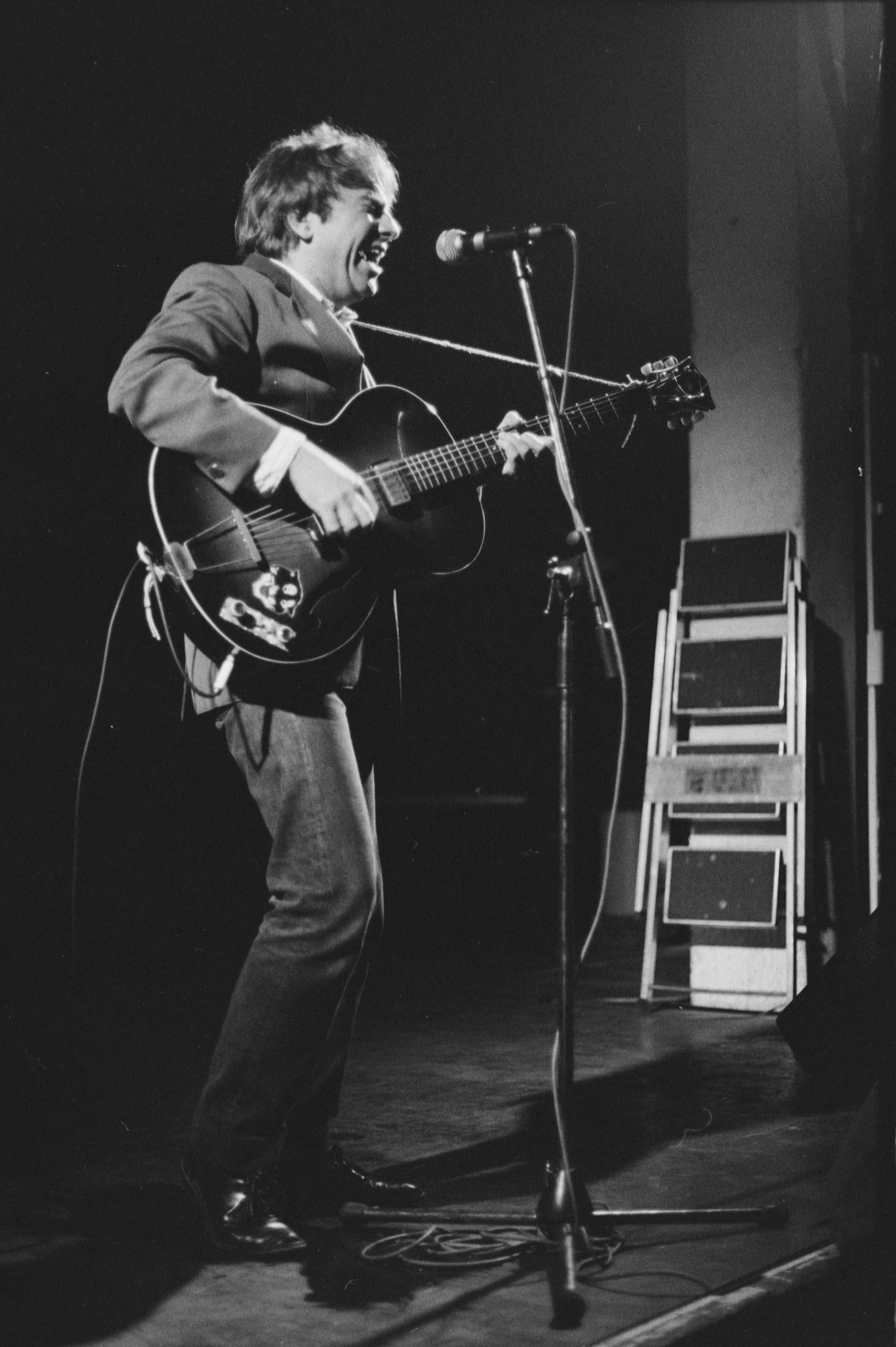
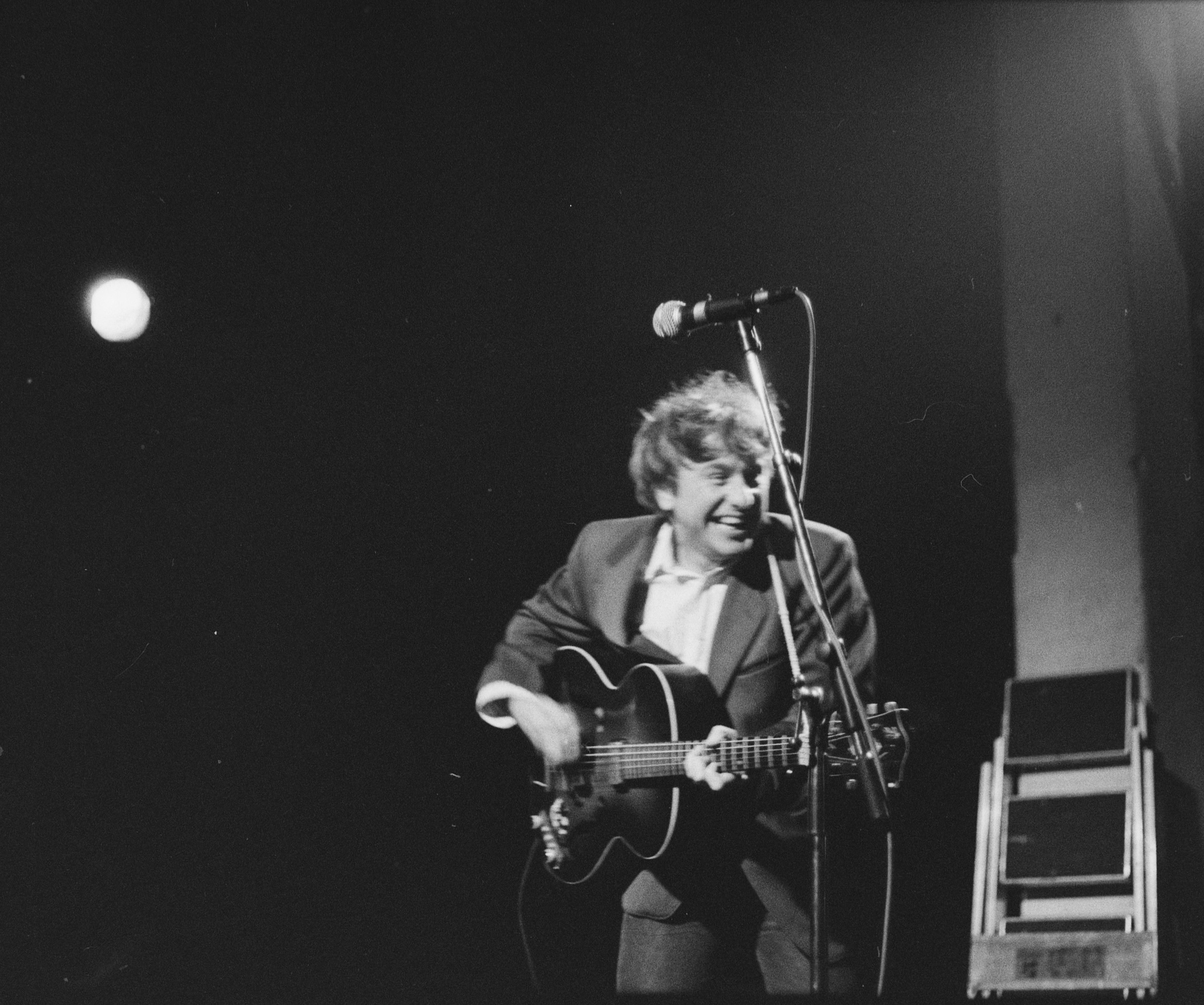
Patronaat (1989)

## Discografie
Als Wreckless Eric
- 1978: Wreckless Eric
- 1978: The Wonderful World of Wreckless Eric
- 1979: The Whole Wide World
- 1979: Hit And Miss Judy (Alarmschijf)
- 1980: Big Smash

- 2003: Almost a Jubilee: 25 Years at the BBC (with Gaps)
- 2004: Bungalow Hi

- 2015: amERICa

Met de Captains of Industry
- 1984: Roomful of Monkeys

Met The Len Bright Combo
- 1985: The Len Bright Combo Presents...
- 1986: Combo Time

Met Le Beat Group Electrique
- 1989: Le Beat Group Electrique

Met Fabrice Bertran/ Eduardo Leal de la Gala
- 1990: At the Shop
- 1991: The Donovan of Trash

Met Hitsville House Band
- 1996: 12 o'Clock Stereo

Als Eric Goulden
- 1997: Karaoke

- Gemeinsame Normdatei: 134755626
- International Standard Name Identifier: 0000 0000 5553 0253
- Library of Congress Control Number: no2002064066
- MusicBrainz: b80f2162-c04e-400d-bc5f-124eacbd9fd2
- Virtual International Authority File: 254978935
- WorldCat: E39PBJxRybRQbJpp3Gxg69gFrq